# Болдешти (Прахова)
Болдешти (рум. Boldeşti) насеље је у Румунији у округу Прахова у општини Болдешти-Градиштеа. Oпштина се налази на надморској висини од 75 m.

## Становништво
Према подацима из 2002. године у насељу је живело 992 становника, од којих су сви румунске националности.